# Chamaecytisus
Chamaecytisus là một chi thực vật có hoa thuộc họ Fabaceae. Nó thuộc phân họ Faboideae. Nó có thể đồng nghĩa với Cytisus.
C. palmensis là một cây từ quần đảo Canaria, được sử dụng làm cỏ khô cho gia súc ăn trên khắp thế giới.

## Hình ảnh

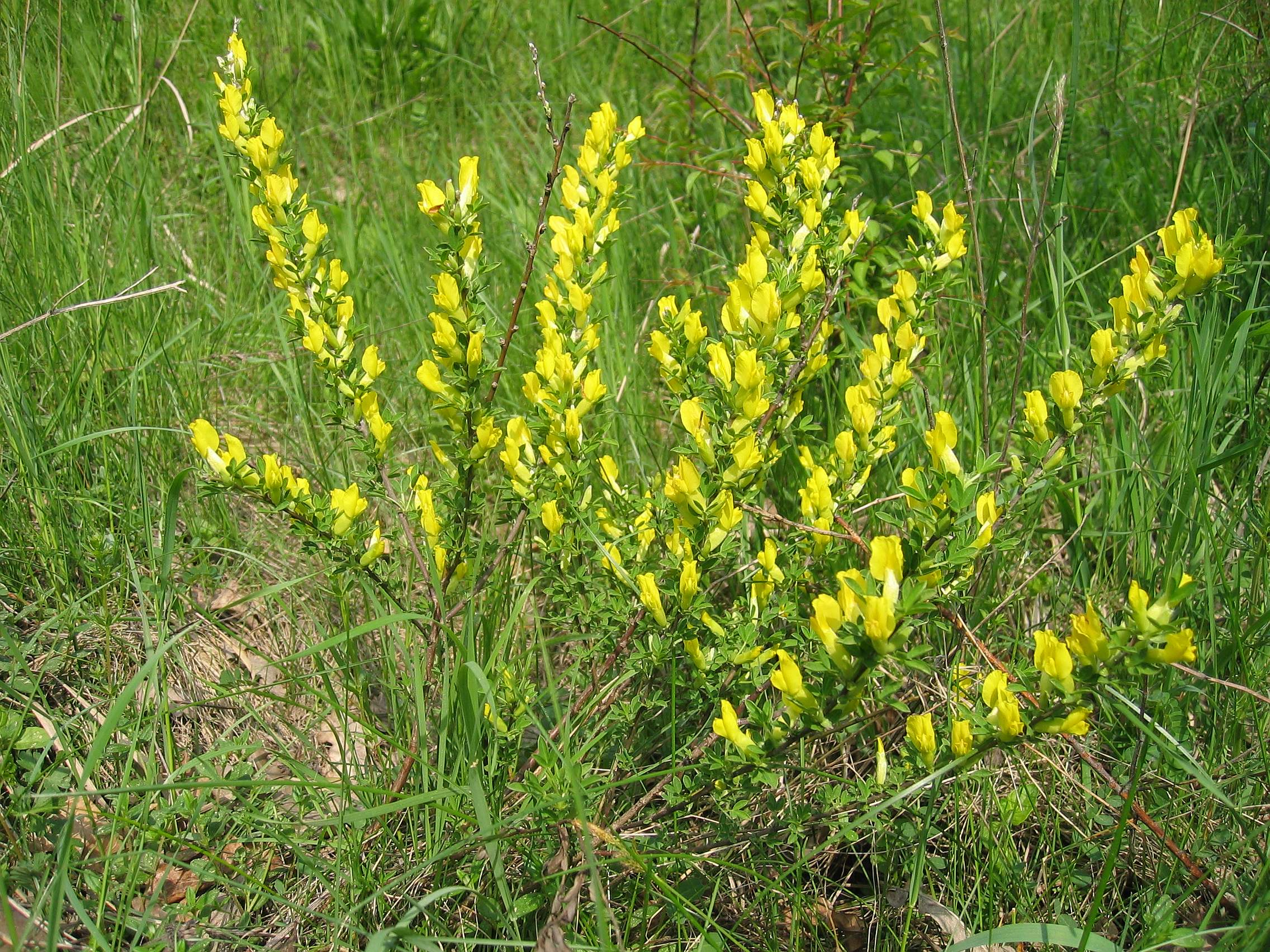
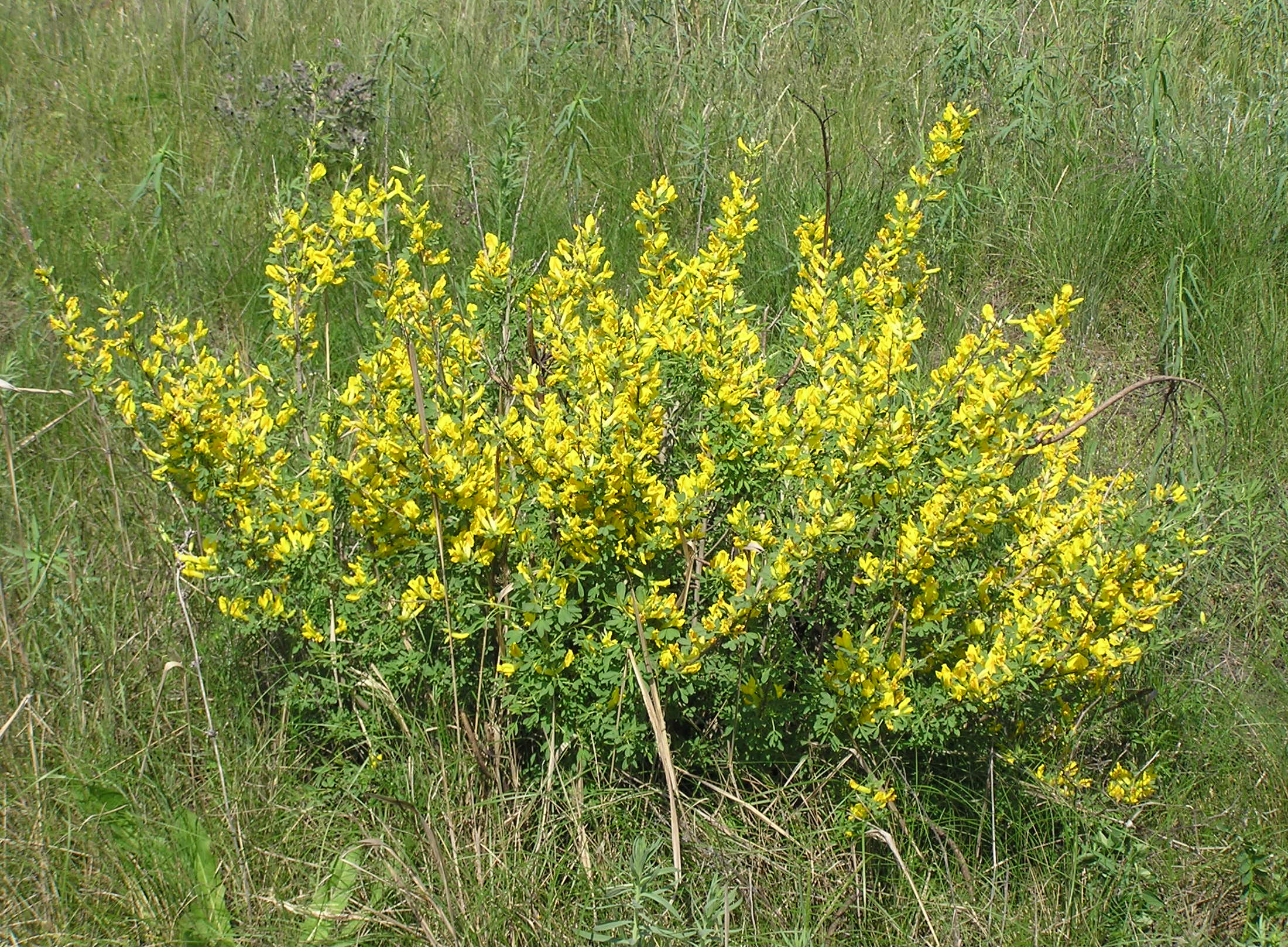
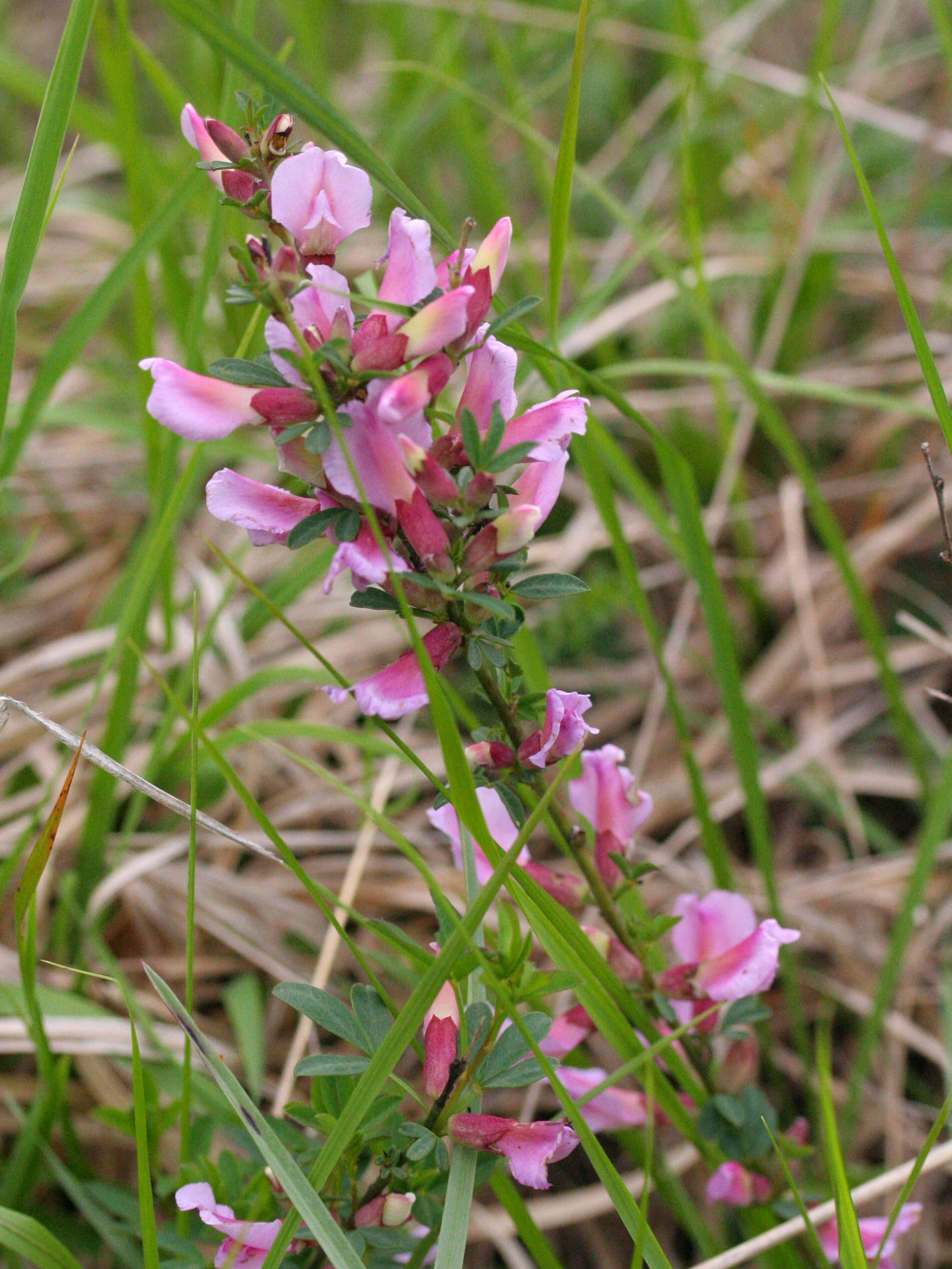
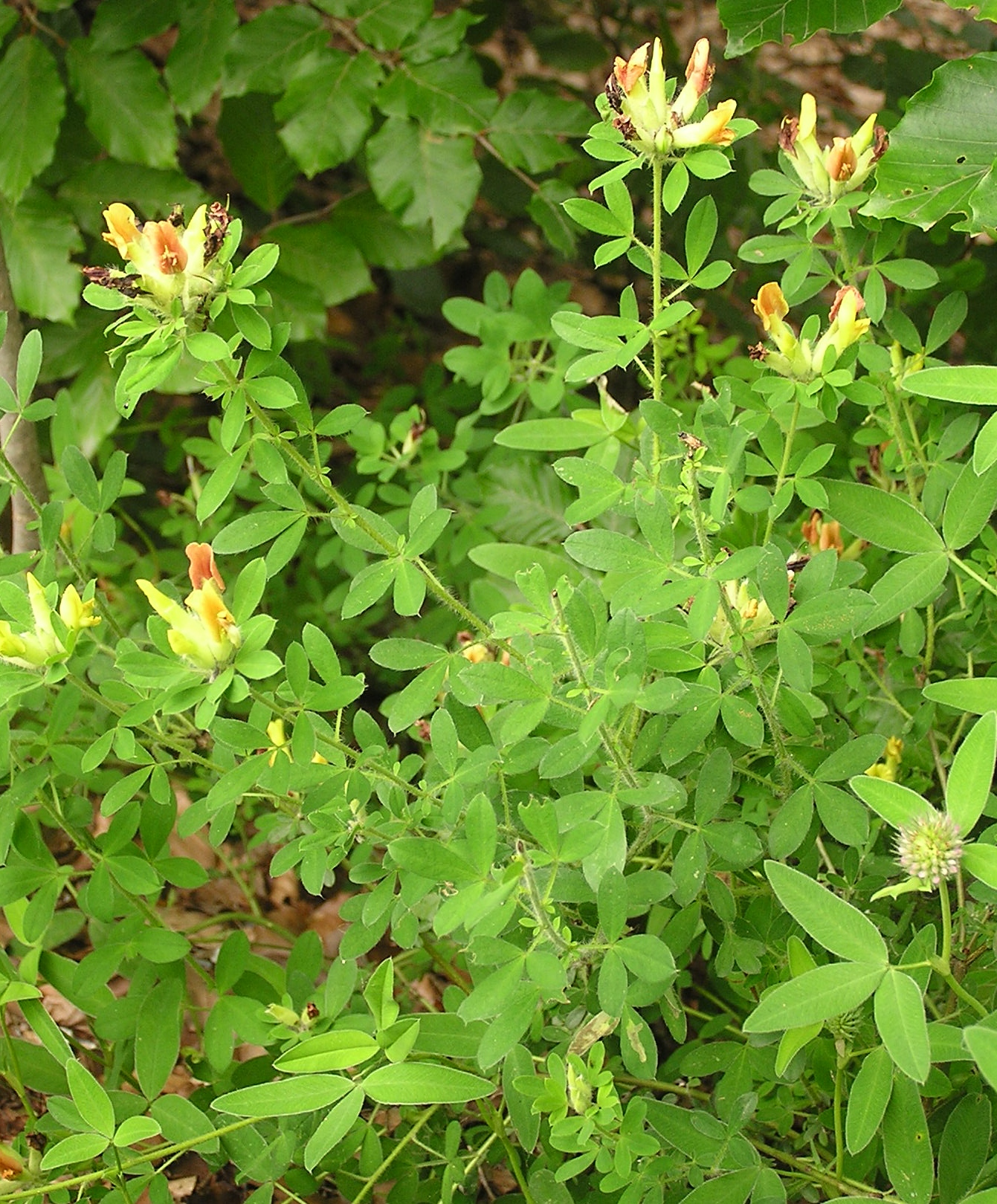